# Choloy-Ménillot
Choloy-Ménillot település Franciaországban, Meurthe-et-Moselle megyében. Lakosainak száma 702 fő (2022. január 1.). Choloy-Ménillot Domgermain, Écrouves, Foug, Rigny-la-Salle, Rigny-Saint-Martin és Charmes-la-Côte községekkel határos.

## Népesség
A település népességének változása:
| Lakosok száma | 411  | 548  | 588  | 725  | 712  | 726  | 736  | 717  | 708  | 702  |
|               | 1968 | 1982 | 1990 | 2006 | 2013 | 2015 | 2017 | 2019 | 2020 | 2022 |